# Мирзагалиев, Магзум Маратович
Магзум Маратович Мирзагалиев (каз. Мағзұм Маратұлы Мырзағалиев, род. 7 ноября 1978, Алма-Ата, Казахская ССР, СССР) — казахстанский государственный деятель. Председатель правления национальной компании «КазМунайГаз» (с 14 апреля 2022 года). Министр экологии, геологии и природных ресурсов Казахстана (2019—2021). Министр энергетики Казахстана (2021—2022).

## Биография
Выпускник Республиканской физико-математической школы (РФМШ) (1995 год).
В 2001 году был принят на позицию инженера по буровым растворам MIDrillingFluidsInternational (Schlumberger) на месторождении Тенгиз в Казахстане. В 2002 году был отобран в программу карьерного роста компании от казахстанского филиала Schlumberger, стажировался в США, Малайзии, на месторождениях Западной Сибири. После возвращения в Казахстан работал менеджером по развитию бизнеса, затем был назначен руководителем филиала MIDrillingFluidsInternational в Казахстане.
В 2007—2010 годах работал генеральным директором ТОО «ТенизСервис» Акционерного общества «Национальная компания „КазМунайГаз“».
В 2010—2012 годах — управляющий директор АО «НК „КазМунайГаз“».
В 2012—2013 годах — заместитель председателя правления по инновационному развитию и сервисным проектам АО «НК „КазМунайГаз“».
В 2013 году был приглашён на государственную службу на должность вице-министра нефти и газа Республики Казахстан. С 13 августа 2014 года по июнь 2019 года занимал должность вице-министра энергетики Казахстана.
В июне 2019 года указом президента Казахстана Касым-Жомарта Токаева было создано министерство экологии, геологии и природных ресурсов, на пост министра в новом ведомстве был назначен Магзум Мирзагалиев. В январе 2021 года указом президента был переназначен на эту должность.
С 2021 по 2022 годы занимал должность министра энергетики Казахстана.
C января по апрель 2022 года — советник президента Республики Казахстан.
С 14 апреля 2022 года по 15 мая 2024 года — председатель правления национальной компании «КазМунайГаз».
С 13 февраля 2025 года — советник президента Республики Казахстан.

## Награды
- 2014 — Медаль «Ерен Еңбегі үшін» («За трудовое отличие»)[10];
- 2015 — Медаль «За вклад в создание Евразийского экономического союза» 2 степени (Высший совет Евразийского экономического союза)[11];
- 2019 — Медаль «За вклад в развитие Евразийского экономического союза» (Высший совет Евразийского экономического союза)[12];
- 2021 (2 декабря) — Указом президента РК награждён орденом «Курмет».

## Семья

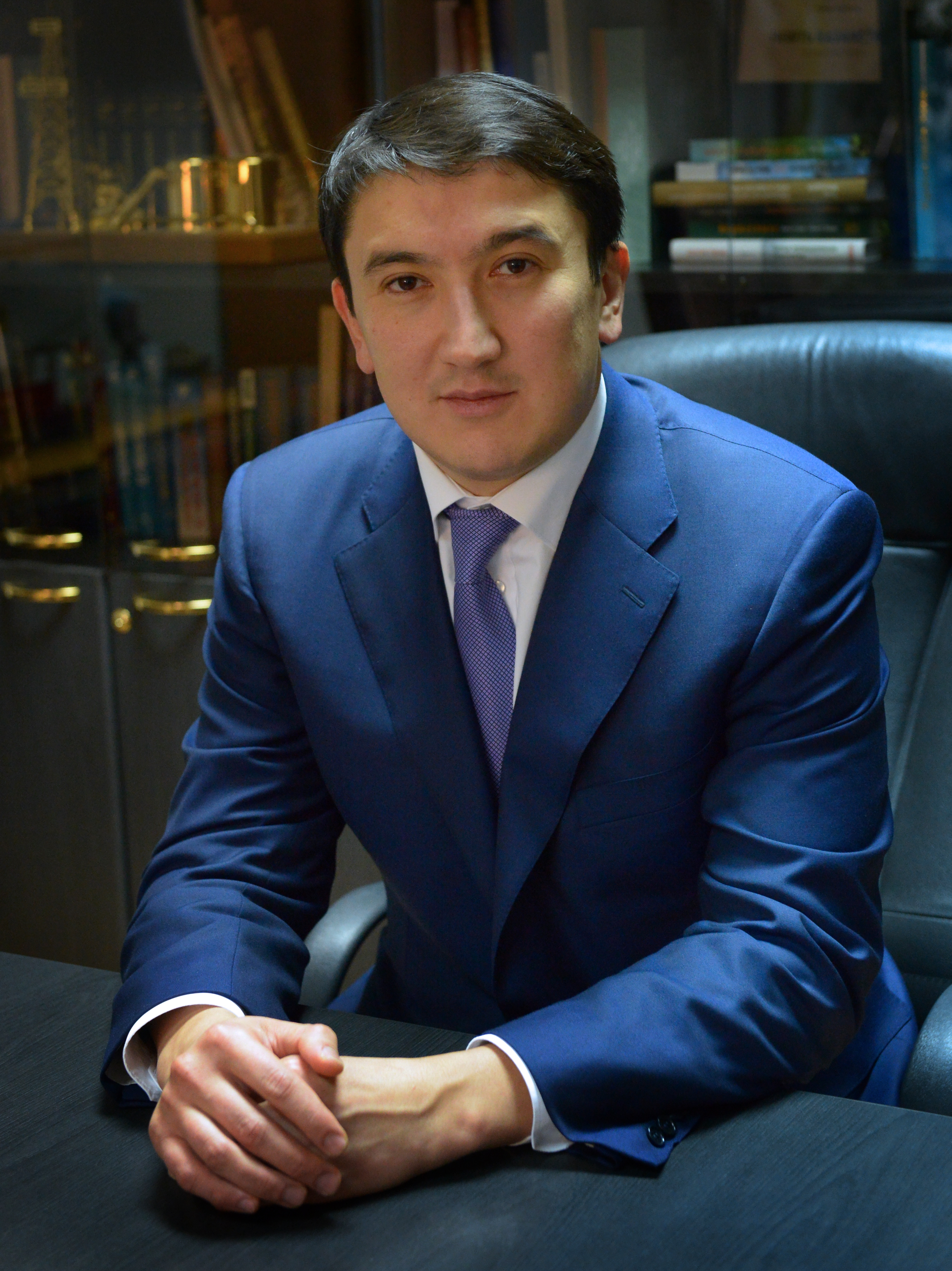
Мирзагалиев Магзум Маратович

Магзум Мирзагалиев женат, воспитывает пятерых детей.